# 자이글
자이글(영어: Zaigle Co. Ltd.)은 대한민국의 전기그릴 제조기업이다.

## 사업
2023년 미국 이차전지 시장 진출을 위해 합작 벤처 ‘자이셀' 지분 30%를 취득하였다. CM파트너의 2차전지 사업부를 인수하며 리튬인산철(LFP) 배터리 및 나트륨이온 배터리 분야에 진출했고 자회사 ‘자이에너지솔루션’을 통해 나트륨이온 배터리를 개발 중에 있다.

## 상장
2016년 9월 6일에 주관사를 하나금융투자과 KB투자증권로 공모가 11,000원에 코스닥 시장에 상장하였다.

## 참고문헌
1. ↑  전기그릴 업체 ‘자이글’ 한 달 사이 650% 급등한 이유는, 이코노미스트, 2023년 4월 3일
2. ↑  서재창, 자이글, 합작 벤처 ‘자이셀' 지분 취득하며 이차전지 시장 진출, 헬로우T, 2023년 7월 28일
3. ↑  자이글 주가, 상한가 기록... 배경은? 금강일보 2025-04-25
4. ↑  자이글 주가 장중 상한가, 2차전지 사업 실체화 기대감, 비즈니스포스트, 2023년 7월 28일